# هاينز بايبر
هاينز بايبر (بالألمانية: Heinz Piper)‏ (و. 1908 – فبراير 1972 م) هو مقدم تلفزيوني، ومؤدي أصوات، وممثل مسرحي، وممثل أفلام ألماني، توفي في هامبورغ.

## وصلات خارجية
- هاينز بايبر على موقع IMDb (الإنجليزية)
- هاينز بايبر على موقع ألو سيني (الفرنسية)
- هاينز بايبر على موقع ميوزك برينز (الإنجليزية)
- هاينز بايبر على موقع قاعدة بيانات الأفلام السويدية (السويدية)
- هاينز بايبر على موقع ديسكوغز (الإنجليزية)
- هاينز بايبر على موقع قاعدة بيانات الفيلم (الإنجليزية)
- هاينز بايبر على موقع كينوبويسك (الروسية)

- هاينز بايبر في قاعدة بيانات الأفلام على الإنترنت